# 겔밈우에드눈 지방

겔밈우에드눈 지방

겔밈우에드눈 지방(아랍어: كلميم-وادي نون, 프랑스어: Guelmim-Oued Noun)은 모로코를 구성하는 12개 지방 가운데 하나로 모로코 남부에 위치한다. 행정 중심지는 겔밈이며 면적은 64,473km2, 인구는 433,757명(2014년 9월 1일 기준), 인구 밀도는 6.7명/km2이다. 지방의 남동부 지역은 분쟁 지역인 서사하라에 위치한다.
2015년에 실시된 행정 구역 개편에 따라 수스마사드라 지방, 겔밈에스스마라 지방의 일부 지역을 합병하여 신설되었다. 남쪽으로는 라윤사키아엘함라 지방, 북서쪽으로는 대서양, 북동쪽으로는 수스마사 지방과 접하며 동쪽으로는 알제리, 남동쪽으로는 모리타니와 국경을 접한다. 4개 주를 관할한다.